# Slečna Chambonová
Slečna Chambonová (v originále Mademoiselle Chambon) je francouzský dramatický film z roku 2009, který režíroval Stéphane Brizé jako adaptaci stejnojmenného románu Érica Holdera, vydaného v roce 1996. Snímek měl světovou premiéru na filmovém festivalu v Angoulême dne 26. srpna 2009.

## Děj
Zedník Jean žije svůj bezproblémový život s manželkou, synem a otcem, dokud nepotká učitelku svého syna, slečnu Chambonovou. Navzdory společenským rozdílům se do sebe postupně zamilují.

## Obsazení
| Vincent Lindon        | Jean                       |
| Sandrine Kiberlainová | Véronique Chambonová       |
| Aure Atika            | Anne-Marie                 |
| Jean-Marc Thibault    | otec                       |
| Arthur Le Houérou     | Jérémy                     |
| Michelle Goddet       | ředitelka školy            |
| Anne Houdy            | zástupce pohřebního ústavu |
| Bruno Lochet          | Jeanův kolega              |
| Abdallah Moundy       | Jeanův kolega              |

## Ocenění
- César: nejlepší adaptace (Stéphane Brizé a Florence Vignon)